# Brandivy
Brandivy település Franciaországban, Morbihan megyében. Lakosainak száma 1423 fő (2022. január 1.). Brandivy La Chapelle-Neuve, Moustoir-Ac, Grand-Champ, Plumergat és Pluvigner községekkel határos.

## Népesség
A település népességének változása:
| Lakosok száma | 831  | 753  | 856  | 1037 | 1266 | 1276 | 1280 | 1300 | 1341 | 1423 |
|               | 1968 | 1982 | 1990 | 2006 | 2013 | 2015 | 2017 | 2019 | 2020 | 2022 |